# (11520) Fromm
(11520) Fromm (1991 GE8) – planetoida z pasa głównego asteroid okrążająca Słońce w ciągu 3,46 lat w średniej odległości 2,29 j.a. Odkryta 8 kwietnia 1991 roku.